# Роджанасунанд, Порнтхип
Порнтхип Роджанасунанд (тайск. พรทิพย์ โรจนสุนันท์, Porntip Rojanasunan) или Порнтип Роджанасунанд — нередко её называют в печати только по первому имени Pornthip (р. 1955) — таиландская общественная деятельница, правозащитница, писательница. По профессии — патологоанатом. Директор института судебной медицины в Бангкоке.
Получила широкую известность своей правозащитной деятельностью — борьбой против коррупции, за права женщин, против полицейских злоупотреблений при борьбе против наркотиков. Участвовала в расследовании таких громких дел, как убийство студентки Дженджиры Плоянгунсри и гибели политика Хангтхонга Тхаммаваттаны. Инициатор внедрения в Таиланде генетической экспертизы, что оказалось особенно полезным после цунами в 2004 г.. Её внешность — яркая, с эксцентричной одеждой и причёской — не вполне вяжется с традиционным обликом тайской женщины.
Её деятельность в первые месяцы после цунами в 2004 г. имела неожиданный эффект: по сообщению EuroNews, многие молодые таиландцы тогда заявили, что хотят выбрать профессию патологоанатома.